# Préslégmotor

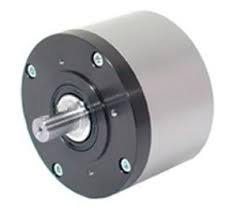
PTM préslégmotor

A préslégmotorok pneumatikus sugaras dugattyúmotorok, amelyeknek a felhasználási területe a teljes egészében mechanikus és vízálló felépítése miatt sokoldalú. A sugaras dugattyúelv által hajtómű nélkül, ugyanakkor alacsony levegő-felhasználással képesek ezek a motorok magas forgatónyomaték és lassú fordulatszám elérésére is. A felhasználási területüket tekintve sokkal előnyösebbek az elektromos vagy lamellás motorokkal szemben.

## Működési elv

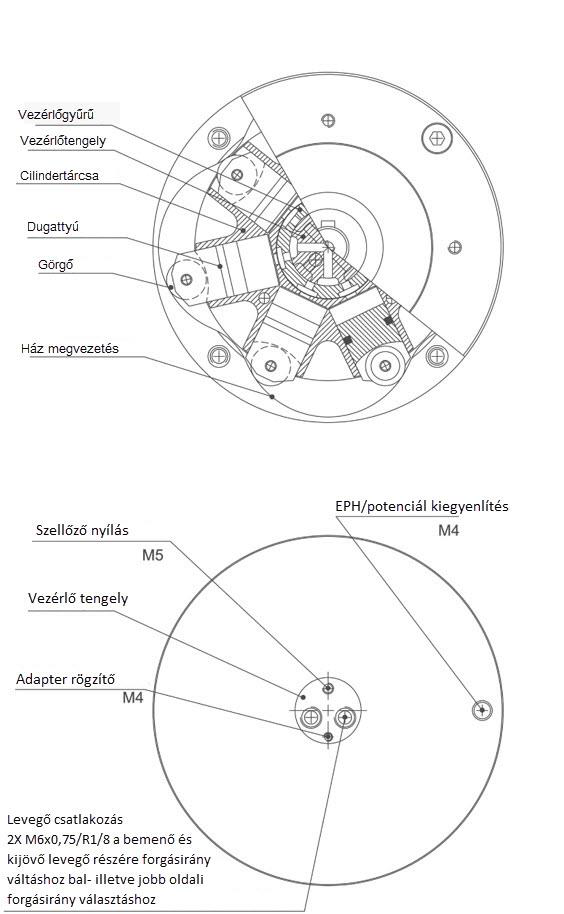
A préslégmotor felépítése

A préslégmotorok sugaras dugattyús motorok, amelyek lamellák, hajtórúd, forgattyús tengely nélkül működnek. A sugárirányban elhelyezett dugattyúk egy ív mentén gördülnek le, amely a házba van belemunkálva. A sűrített levegőt a középen található forgó vezérlőgyűrűn és a rögzített vezérlőtengelyen keresztül kapják. A vezérlőgyűrű lebegő módon kapcsolódik a cilindertárcsához, amelynek dupla csapágyazása van a vezérlőtengelyen. Amikor a forgatás megkezdődik, akkor a táplevegő vagy a kipufogó levegő alternáló módon táplálja a dugattyúkat levegővel vagy vezeti el tőlük. A táplevegő és a kipufogó levegő megfordításával a motor könnyedén és gyorsan tud váltani bal- és jobb-oldali forgásirány között.
A préslégmotorok működtetéséhez csak olaj nélküli, 2-6 bar közötti sűrített levegőt szabad használni, <=5μ szűrési fokozattal. A motort csak 30<n<300 1/min fordulatszám között szabad használni. A túl nagy sebességek ellen ajánlott az áramlási sebesség csökkentése.

## Tulajdonságok
A préslégmotorok rendkívül alacsony levegő-felhasználással rendelkeznek, alacsony fordulatszámnál is magas forgatónyomaték kifejtésére képesek. Biztonsági szempontból is fontos tulajdonságuk, hogy nyugalmi helyzetig terhelhetőek, nem sérülékenyek a teljesen mechanikus kialakításuknak és a keményített bevonatú alumínium házuknak köszönhetően. A préslégmotorok működése halk, könnyen kezelhetőek és hosszú élettartamúak.

## Előnyök a villamos- és lamellás motorokkal szemben
A préslégmotorok számos előnnyel rendelkeznek a villany- és lamellás motorokkal szemben.
A villanymotorokkal szemben vízállóak, nyugalmi helyzetig terhelhetőek, problémamentes a gyakori terhelésváltás, az elektromágneses zavarásnak ellenállnak, magas a hatásfokuk. A hasonló teljesítményű villanymotorokhoz képest kisebb tömeggel és beépítési mérettel rendelkeznek. A préslégmotorok számára nem jelent problémát a forgásirányváltás, könnyen változtatható az óramutató járásával megegyező és ellentétes forgásirány. Működésük közben csekély hő keletkezik, alacsony az érzékenységük a hővel, rezgésekkel és ütésekkel szemben. Magas működési biztonságuk a teljesen mechanikus felépítésnek köszönhetően.
A hagyományos lamellás motorokhoz képest magasabb a forgatónyomatékuk, a hatásfokuk, 90%-kal kevesebb a levegő felhasználásuk, hajtás nélkül képesek alacsony fordulatszám elérésére, teljes leállásig terhelhetőek és kompaktabb a felépítésük.

## Alkalmazási területek
A préslégmotorok sokrétűen alkalmazhatók, elsősorban hajtóműként használják őket, balance rendszerekhez, mezőgazdasági gépekhez, haszongépjárművekhez, súrlókerekekhez, szállítószalagokhoz, továbbá húzófeszítésre papírgyártásnál, hajtogató gépek meghajtására, bányászati munkagépekhez, mész, gipsz, beton, cement feldolgozására. A motorokat a jármű gépgyártásban és az élelmiszeriparban is alkalmazzák, elsősorban a különböző keverőkészülékek meghajtására. A jármű gépgyártásban a festékek, lakkok, ragasztók, tömítő- és töltőanyagok, bevonatok feldolgozására. Az élelmiszeriparban csomagoló-berendezésekhez, töltőberendezésekhez, sörfőzdékben keverőgépekhez, pékségek berendezéseihez, csokoládékeverő gépekhez, poros környezetben működő berendezésekhez (pl.: lisztpor), őrlemények és ömlesztett anyagok szállítóberendezéseihez, tejfeldolgozó gépekhez is használják őket.